# Philipp von Savoyen-Nemours
Philipp von Savoyen-Nemours (* 1490; † 25. November 1533 in Marseille) war von 1495 bis 1509 Bischof von Genf und von 1528 bis zu seinem Tod Herzog von Nemours.

## Leben
Philipp war der Sohn des Herzogs Philipp II. von Savoyen und dessen zweiter Frau Claude, einer Tochter von Jean II. de Brosse. Die Genfer Bischöfe Peter von Savoyen, Johann Ludwig von Savoyen und Franz von Savoyen waren Brüder seines Vaters. König Franz I. von Frankreich war der Sohn von Philipps Schwester Luise.
Vom 2. Mai 1494 bis 1509 war Philipp Propst des Hospizes auf dem Grossen St. Bernhard, am 4. Juli 1495 wählte ihn das Genfer Domkapitel zum Bischof. Papst Alexander VI. bestätigte die Wahl im folgenden Jahr und ernannte Kardinal Domenico della Rovere zum Administrator des Bistums. Domenico folgte 1497 der Bischof von Lausanne, Aymon de Montfalcon, als Administrator. Philipp verzichtete im Jahr 1509 auf das Bistum und wurde in den Laienstand zurückversetzt.
Sein Bruder Herzog Karl III. verlieh ihm das Genevois als Apanage. Philipp trat zuerst in den Dienst von Kaiser Karl V. und im Anschluss daran diente er seinem Neffen, dem französischen König Franz I., der ihm 1528 das Herzogtum Nemours verlieh.
Philipp heiratete am 17. September 1528 Charlotte von Orléans, die Tochter von Herzog Ludwig I. von Orléans, Herzog von Longueville. Sie hatten zwei Kinder:
1. Jakob von Savoyen-Nemours (1531–1585), Herzog von Nemours ⚭ Anna d’Este (1531–1607)
2. Johanna (1532–1568) ⚭ Nicolas de Lorraine-Mercœur (1524–1577), Herzog von Mercœur

Philipp starb am 25. November 1533 in Marseille und wurde in der Kirche Notre-Dame-de-Liesse in Annecy bestattet.